# Chlum (powiat Česká Lípa)
Chlum – gmina w Czechach, w powiecie Česká Lípa, w kraju libereckim. 1 stycznia 2014 liczyła 244 mieszkańców.